# Cerro Largo (Rio Grande do Sul)
Cerro Largo é um município brasileiro do estado do Rio Grande do Sul. Localiza-se a uma latitude 28º08'49" sul e a uma longitude 54º44'17" oeste, estando a uma altitude de 211 metros. Sua população estimada em 2021 é de 14.243 habitantes.
O município se chama Cerro Largo por estar localizado em volta de morros (sendo os mais importantes o Morro Santa Maria, o Morro dos Perim e o Morro do Convento). É a cidade-sede da Lojas Becker, importante rede de lojas de eletrodomésticos e materiais de construção do Sul do Brasil, contando com mais de 200 unidades espalhadas pela região Sul. A cidade conta com um time de futsal profissional, o Cerro Largo Futsal.
Possui uma área de 176.643 km².

## História
No início do século, a Companhia de Colonização Bauerverein, que tinha por objetivo abrir novas fronteiras agrícolas no estado para o assentamento de colonos descendentes de imigrantes alemães, decidiu vender lotes de terras na região noroeste do Rio Grande do Sul.
Assim, sob o comando do Padre Jesuíta Maximiliano Von Lassberg, lá chegaram as primeiras famílias de colonos oriundas da região de Montenegro. Os primeiros colonizadores foram Mathias München, Felipe Guth, João Ten Caten, Karl Dahmer, Mathias Bard, Paulo Schmidt, Johan Hoffmann, Peter Martini, Jacob Muller, Peter Ludwig, Michel Schneider e Arnold Hochegger. A colonização oficial ocorreu no dia 4 de outubro de 1902; estava fundada em terras férteis e cobertas por mata virgem entre os rios Ijuí e Comandaí, a colônia Serro Azul, hoje município de Cerro Largo. No início da colonização foi construído um barracão para abrigar as famílias imigrantes até que pudessem ir morar no lote adquirido.
O espírito empreendedor, a obstinação e a dedicação ao trabalho, somadas à fertilidade da terra provocaram um rápido progresso aos colonos. Tanto assim que, já no ano de 1915, Serro Azul foi elevada à categoria de vila, sede do 4º Distrito do então município de São Luiz Gonzaga. Em 1942, por exigência do IBGE, a denominação de Serro Azul foi alterado para a atual Cerro Largo.
Também na década de 1940 houve a primeira movimentação pela emancipação. Mas, apesar da prova plebiscitária, a iniciativa foi abortada por força política dos escalões superiores do governo central. Os esforços em prol da independência político-administrativa foram retomados no início dos anos 50, através da Comissão de Emancipação, formada pelos srs. Arlindo Schneider, Arthur Berwanger, Guido Steffens, Gomercindo Sperb, Jacob R. Haupenthal, Otto Flach, João Edmundo München e Ney Antunes Maciel. E, finalmente, em 15 de dezembro de 1954 foi assinado pelo governador de estado o Decreto nº 2.519, criando o município de Cerro Largo, cuja instalação oficial aconteceu em 28 de fevereiro de 1955, com a posse do primeiro prefeito, Jacob Reinaldo Haupenthal.
Na década de 1960 desmembraram-se de Cerro Largo os atuais municípios de Roque Gonzales, São Paulo das Missões e Porto Xavier; posteriormente São Pedro do Butiá e Salvador das Missões.
O censo de 2000, realizado pelo IBGE, informa de que a população de Cerro Largo é de 12 663 habitantes, sendo que 9 340 encontram-se na zona urbana e 3 323 na zona rural.
Em 2002, o município comemorou 100 anos de fundação.

## Geografia

### Bairros e Distritos
- Bairro Centro
- Bairro Brasília
- Bairro Santo Antônio
- Bairro Esquina Gaúcha
- Bairro Floresta
- Bairro Paulino Moscon
- Bairro São Fernando
- Bairro Irmão Gabriel
- Bairro Santa Maria
- Bairro São José
- Bairro Fraternidade
- Bairro Esplanada
- Parque do Moinho
- Vila Industrial
- Vila São Francisco
- Vila Santo Antônio
- Vila Tremônia
- Vila Atolosa
- Linha Santo Antônio Baixo
- Linha Caçador
- Linha Caçador Baixo
- Linha Santa Bárbara
- Linha Reserva
- Linha Santa Fé
- Linha São João
- Linha São João Centro
- Linha Santa Cruz
- Linha Marreca
- Linha do rio
- Esquina Sandri Moscon
- Linha Poço Preto
- Linha Cega

### Clima
O clima é quente e temperado em Cerro Largo. Existe uma pluviosidade significativa ao longo do ano em Cerro Largo. Mesmo o mês mais seco ainda assim tem muita pluviosidade. A classificação do clima é Cfa segundo a Köppen e Geiger. A temperatura média anual em Cerro Largo é 20.7 °C. A média anual de pluviosidade é de 1842 mm.
| Dados climatológicos para Cerro Largo | Dados climatológicos para Cerro Largo | Dados climatológicos para Cerro Largo | Dados climatológicos para Cerro Largo | Dados climatológicos para Cerro Largo | Dados climatológicos para Cerro Largo | Dados climatológicos para Cerro Largo | Dados climatológicos para Cerro Largo | Dados climatológicos para Cerro Largo | Dados climatológicos para Cerro Largo | Dados climatológicos para Cerro Largo | Dados climatológicos para Cerro Largo | Dados climatológicos para Cerro Largo | Dados climatológicos para Cerro Largo |
| Mês                                   | Jan                                   | Fev                                   | Mar                                   | Abr                                   | Mai                                   | Jun                                   | Jul                                   | Ago                                   | Set                                   | Out                                   | Nov                                   | Dez                                   | Ano                                   |
| ------------------------------------- | ------------------------------------- | ------------------------------------- | ------------------------------------- | ------------------------------------- | ------------------------------------- | ------------------------------------- | ------------------------------------- | ------------------------------------- | ------------------------------------- | ------------------------------------- | ------------------------------------- | ------------------------------------- | ------------------------------------- |
| Temperatura máxima média (°C)         | 32,3                                  | 31,4                                  | 29,4                                  | 25,8                                  | 22,5                                  | 20,4                                  | 21,8                                  | 23,6                                  | 25,5                                  | 28,7                                  | 30,6                                  | 29,7                                  | 26,8                                  |
| Temperatura média (°C)                | 26                                    | 25,4                                  | 23,5                                  | 20                                    | 16,9                                  | 15,1                                  | 15,7                                  | 17,3                                  | 19,1                                  | 22                                    | 23,7                                  | 23,6                                  | 20,7                                  |
| Temperatura mínima média (°C)         | 19,7                                  | 19,4                                  | 17,6                                  | 14,2                                  | 11,3                                  | 9,9                                   | 9,7                                   | 11,1                                  | 12,8                                  | 15,3                                  | 16,8                                  | 17,5                                  | 14,6                                  |
| Chuva (mm)                            | 151                                   | 140                                   | 141                                   | 177                                   | 158                                   | 161                                   | 141                                   | 132                                   | 158                                   | 186                                   | 150                                   | 147                                   | 1 842                                 |
| Fonte:                                |                                       |                                       |                                       |                                       |                                       |                                       |                                       |                                       |                                       |                                       |                                       |                                       |                                       |
| Fontes: Climate-data                  |                                       |                                       |                                       |                                       |                                       |                                       |                                       |                                       |                                       |                                       |                                       |                                       |                                       |

### Principais acessos
- BR-392
- RS-165

O único acesso asfáltico se dá pela BR-392. Para facilitar o acesso, está sendo feito asfalto na RS-165.

## Cidades-irmãs
- San Pietro Mussolino e Cerro Largo são cidades-irmãs desde 2025, ano que celebrou-se os 150 anos da chegada das primeiras famílias italianas imigrantes.[7]

## Economia
A economia está baseada principalmente no setor de prestação de serviços, Comércio e Indústrias, além do setor agrícola: soja, trigo, milho, suinocultura e gado de leite.

## Educação
O município de Cerro Largo possui um Campus da Universidade Federal Fronteira Sul (UFFS) que começou os seus trabalhos no ano de 2010, no lugar onde era o Seminário São José, em Cerro Largo. Em 2013 iniciou os seus trabalhos em sua sede própria, no Bairro São Pedro, perto do Parque Municipal de Exposições. Atualmente, a UFFS oferece 7 cursos de graduação e 3 mestrados no Campus Cerro Largo. 
Possui também um Polo da Universidade Aberta do Brasil - UAB, com oferta de cursos de graduação e pós-graduação na modalidade EAD, bem como da Universidade Regional Integrada do Alto Uruguai e das Missões (URI).
Além disso, possui um colégio da rede La Salle Medianeira, reconhecido pela excelência em educação, e pelos altos índices de aprovação em vestibulares de todo o estado.
Na rede estadual, conta com as escolas Eugênio Frantz, Otto Flach (CIEP), Sargento Sílvio Delmar Hollenbach e Padre Traezel. Assim como a rede municipal de educação com as escolas situadas na zona rural.

### Universidades
- UFFS - Universidade Federal da Fronteira Sul - Campus Cerro Largo
- Universidade Regional Integrada do Alto Uruguai e das Missões (URI) - Campus Extensão
- UAB - Universidade Aberta do Brasil - Polo Cerro Largo

## Idiomas minoritários
- Pomerano
- Riograndenser Hunsrückisch